# 比利亚加西亚-德尔利亚诺
比利亚加西亚-德尔利亚诺（西班牙語：Villagarcía del Llano）是西班牙卡斯蒂利亚-拉曼恰昆卡省的一个市镇。总面积117平方公里，总人口954人（2001年），人口密度8人/平方公里。